# Metropolia della Transbajkalia

Il territorio della Transbajkalia.

La metropolia della Transbajkalia (in russo: Забайкальская митрополия) è una delle province ecclesiastiche che costituiscono la Chiesa ortodossa russa.
Istituita dal Santo Sinodo il 25 dicembre 2014, comprende l'intero territorio della Transbajkalia nel circondario federale dell'Estremo Oriente.
È costituita da due eparchie:
- Eparchia di Čita
- Eparchia di Nerčinsk

Sede della metropolia è la città di Čita, il cui vescovo ha il titolo di "Metropolita di Čita e Petrovsk-Zabajkal'skij".